# Munții Maramureșului

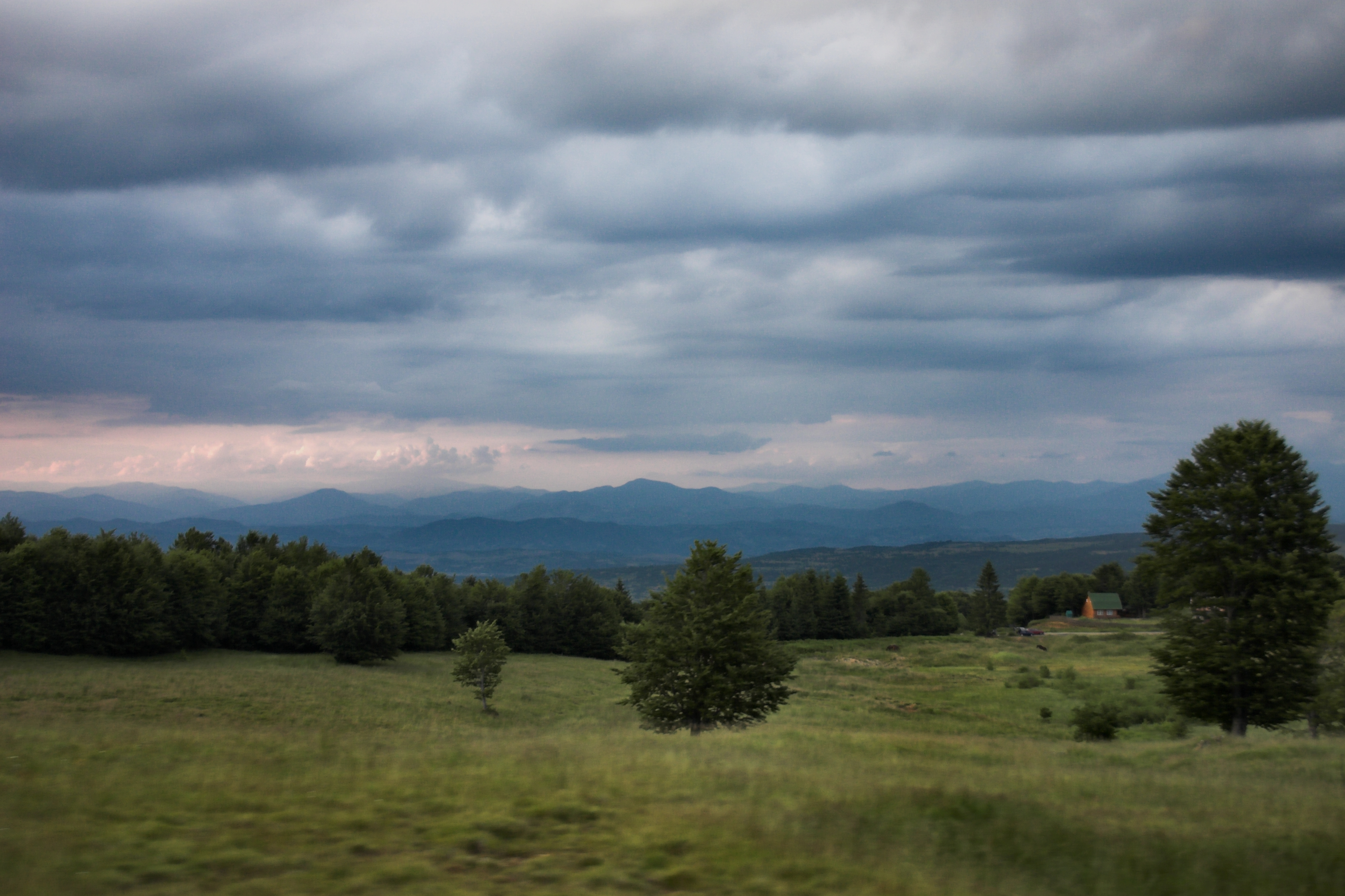
Munții Maramureșului

Munții Maramureșului (cunoscuți adeseori și sub denumirea Carpații Păduroși, greșit atribuită în ultima vreme doar părții lor nordice) sunt o grupă muntoasă a Carpaților Maramureșului și Bucovinei, aparținând de lanțul muntos al Carpaților Orientali. Se întind în cea mai mare parte pe teritoriul actual al Ucrainei, și în sud pe teritoriul nordic al României, respectiv închid la nord și est Depresiunea Maramureș.

## Descriere
Cel mai înalt pisc este Vârful Hovârla, având 2.061 m, aflat pe teritoriul de azi al Ucrainei.
Cel mai înalt vârf de pe teritoriul românesc este Farcău, având 1.957 m, aflat în zona protejată Vârful Farcău - Lacul Vinderelu - Vârful Mihăilecu.

## Evenimente istorice
În octombrie 1950 Securitatea a prins în Munții Maramureșului un grup de preoți greco-catolici și călugări de la Mănăstirea Bixad, în frunte cu Grigore Rițiu și Leon Bob. Aceștia s-au refugiat în munți după interzicerea Bisericii Române Unite cu Roma în 1948, și reușiseră să supraviețuiască cu ajutorul sătenilor.